# 镇宁布依族苗族自治县人民政府
26°03′47″N 105°46′38″E / 26.062977°N 105.777135°E
镇宁布依族苗族自治县人民政府（简称镇宁县政府）是中华人民共和国贵州省安顺市镇宁布依族苗族自治县的行政管理机关。现任县长刘文觉，2021年7月上任。

## 历史
1963年9月11日，成立鎮寧布依族苗族自治縣，随之成立同县人民政府。

## 历任县长
| 姓名   | 就任日期  | 卸任日期  | 备注  |
| ------ | --------- | --------- | ----- |
| 杨波   |           |           |       |
| 潘登岭 | 2014年4月 | 2021年6月 | [ 1 ] |
| 刘文觉 | 2021年7月 |           | [ 2 ] |